# Takashi Yanase
Takashi Yanase (やなせ たかし, Yanase, Takashi), né le 6 février 1919 à Kochi et mort à Tokyo le 13 octobre 2013 (à 94 ans), est un dessinateur de mangas japonais. Il est connu pour être le créateur d'Anpanman, devenu l'un des anime les plus populaires au Japon auprès des jeunes enfants.

## Biographie
Takashi Yanase grandit à Kōchi ; il est adopté par son oncle, médecin, après la mort précoce de son père, journaliste. Il étudie à l’École supérieure de design de Tokyo.
En 1944, il est mobilisé et cantonné à Taïwan, sans être mêlé à des combats, avant d’être envoyé en marche forcée à Shanghai. Il rentre au Japon en mars 1946, est dévasté en apprenant la mort de son frère à la guerre. Il commence à travailler au Kōchi Shimbun, le journal local, et y rencontre sa future épouse, Nobu Komatsu. Ils déménagent peu après à Tokyo.
Takashi Yanase devient illustrateur après l'exercice de divers métiers. 
En collaboration avec Taku Izumi, en 1960, il écrit la chanson "Te no Hira wo Taiyo ni" (Se tenir la main au Soleil), qui devient très populaire au Japon. Ce succès lui ouvre les portes de la NHK, où il participe au programme Manga Gakkō (L’école du manga).
Il se lance dans l'écriture de livres pour enfants, dont Anpanman, racontant les aventures d'un super-héros hors du commun, dont la particularité est d'être fait de pain fourré à la pâte de haricots rouges. Né au début des années 1970 sous le crayon de l'artiste, le personnage, qui est doté d'une tête ronde, d'un gros nez rouge, de pommettes saillantes et d'une cape, jouit d'une popularité telle, qu'il se voit attribuer sa propre série animée en 1988.

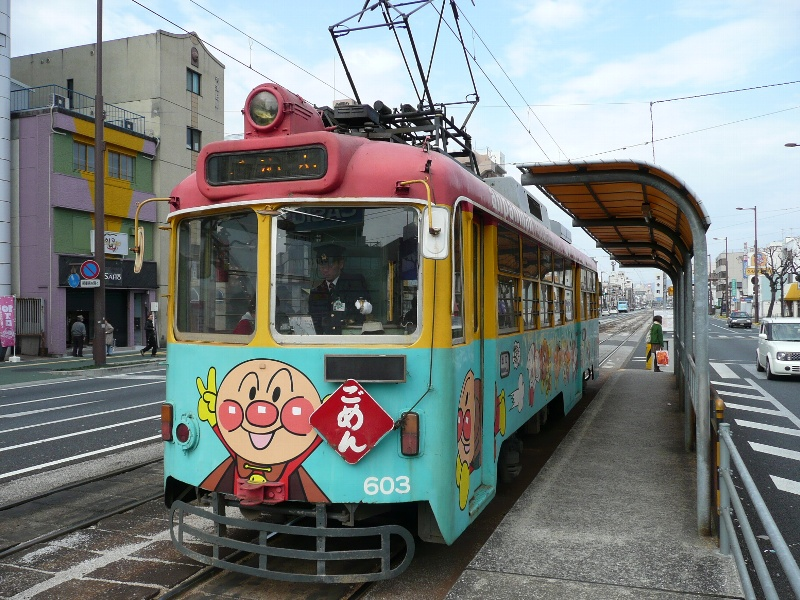
Ampanman sur un tram de Kōchi.

En 1990, le mangaka reçoit le Grand Prix de l'Association des auteurs de bande dessinée japonais. Il devient par la suite président de cette association entre 2000 et 2012.
En 2009, soit 21 ans après son lancement, la série, qui compte plus de 1 000 épisodes, rencontre toujours autant de succès auprès des jeunes enfants, au Japon, mais aussi à travers le continent asiatique, comme à Hong Kong et à Taïwan. À ce jour, elle n'a jamais été diffusée en France.
En 2009, la série anime Anpanman entre dans le Livre Guinness des records pour compter le plus grand nombre de personnages, (plus de 1 700).
Takashi Yanase meurt à Tokyo le 13 octobre 2013, âgé de 94 ans.

## Musée
Le Yanase Takashi Memorial Hall situé à Kami lui est consacré.